# 설날특선영화
《설날특선영화》는 대한민국의 텔레비전 방송사에서 설날에 편성 · 방영되는 시네마 전문 프로그램이다. 

## 역사
명칭은 통상적으로, 1985년부터 1988년까지 《민속의 날 특선영화》를 편성하였으며, 1989년부터 1990년대 초반까지는 음력설을 맞아 《설날특선영화》, 《설날특선방화》, 《설날특선외화》 등으로 나눠어 사용하였으나, 1990년대 중반부터 《설날특선영화》로 합쳐져 통상적으로 사용하고 있다.

## 과거된 작품 리스트

### 1980년대
1984년 이전인 방영 리스트 신년특선영화 참조
- 《꽃신》 (KBS1)
- 《성룡의 당산비권》 (KBS2)
- 《말띠 며느리》 (MBC)
- 《스타워즈》 (KBS1)
- 《열풍》 (KBS2)
- 《산동 물장수》 (MBC)
- 《던디 소령》 (MBC)

- 《소림사 18동인》 (KBS2)
- 《둘빼기 셋》 (MBC)
- 《닥터지바고》 (KBS1)
- 《아내에게 바치는 노래》 (MBC)
- 《장원의 후계자》 (MBC)

- 《길》 (KBS1)
- 《아스팔트 위의 여자》 (KBS2)
- 《성춘향》 (MBC)
- 《소림사의 비권》 (MBC)

1988년
- 《미워도 정 때문에》 (MBC)
- 《엑스칼리버》 (KBS2)
- 《여로》 (KBS2)
- 《성춘향》 (MBC)
- 《예스터데이》 (MBC)

- 《금달레》 (KBS2)
- 《칸의 영광》 (MBC)
- 《새댁은 나팔을 불기 시작했다》 (KBS2)
- 《로빈훗》 (MBC)
- 《황진이》 (MBC)
- 《지옥의 링》 (KBS2)
- 《블루선더》 (KBS1)
- 《연산군》 (MBC)

### 1990년대
- 《엔테베 특공작전》 (KBS1)
- 《돌쇠바람》 (KBS2)
- 《낙원의 침입자》 (MBC)
- 《달콤한 신부들》 (MBC)
- 《하이눈》 (MBC)
- 《페임》 (KBS1)
- 《맹진사댁 경사》 (KBS2)
- 《건파이터의 초대》 (KBS2)
- 《화니 걸》 (MBC)
- 《사랑하는 내아들아》 (MBC)
- 《호걸춘풍》 (MBC)
- 《아니 벌써》 (KBS2)
- 《로맨싱 스톤》 (KBS1)
- 《아다다》 (KBS2)
- 《팔도 나팔》 (MBC)

- 《바다의 요정과 톱소년》 (KBS1)
- 《미미와 철수의 청블루 스케치》 (KBS2)
- 《프로페셔널》 (MBC)
- 《가슴깊게 화끈하게》 (MBC)
- 《라밤바》 (MBC)
- 《돌아온 얼굴의 사나이》 (KBS2)
- 《하타리》 (MBC)
- 《미워할 수 없는 너》 (MBC)
- 《폴리스 아카데미 2》 (MBC)
- 《외계인과 콩콩강시》 (KBS2)
- 《마지막 황제》 (KBS1)
- 《기쁜 우리 젊은 날》 (KBS1)
- 《대부 1》 (MBC)
- 《대부 2》 (MBC)
- 《머나먼 대서부》 (KBS2)

- 《배트맨》 (SBS)
- 《소림사 18 나한진》 (MBC)
- 《깊고 푸른밤》 (KBS2)
- 《나랑》 (MBC)
- 《바람과 함께 사라지다》(KBS1)
- 《있잖아요 비밀이에요》 (SBS)
- 《찰리채플린 시리즈》 (MBC)
- 《브룩실즈의 브렌다스타》 (SBS)
- 《개구쟁이특공대》 (KBS1)
- 《물망초》 (MBC)

- 《블루스 브러더스》 (SBS)
- 《루키》 (MBC)
- 《개벽》 (KBS2)
- 《로빈훗》 (KBS2)
- 《개그맨》 (KBS2)
- 《속 토요일 밤의 열기》 (KBS2)
- 《아그네스를 위하여》 (MBC)
- 《수퍼홍길동》 (SBS)
- 《다이하드》 (SBS)
- 《눈꽃》 (MBC)
- 《블루스틸》 (KBS2)
- 《익스플로러》 (MBC)

- 《사랑하는 사람아》 (KBS2)
- 《비터 크리크의 악몽》 (KBS2)
- 《김의 전쟁》 (KBS2)
- 《심형래의 쫄병군단》 (MBC)
- 《소년 황비홍》 (SBS)
- 《소중한 유산》 (SBS)
- 《우리 아빠는 해결사》 (SBS)
- 《베를린 리포트》 (SBS)
- 《인디애나 존스》 (KBS1)
- 《세븐 업 수사대》 (KBS2)
- 《장군의 아들》 (KBS2)
- 《톰 베린저의 스나이퍼》 (MBC)
- 《최종분석》 (SBS)
- 《웃으면 마음풍년》 (SBS)
- 《가위손》 (KBS1)
- 《실버 스트리크》 (KBS2)
- 《테레사의 연인》 (KBS2)
- 《미스터 트러블》 (MBC)
- 《나의 성공의 비밀》 (SBS)
- 《작전명령 007》 (SBS)

- 《벤지 위기발발》 (KBS1)
- 《장남》 (KBS2)
- 《스톤 스콜피오》 (KBS2)
- 《네버 세이 네버어게인》 (MBC)
- 《해리슨 포드의 도망자》 (MBC)
- 《사대천왕》 (SBS)
- 《이수일과 심순애》 (SBS)
- 《호소자》 (SBS)
- 《한네의 승천》 (SBS)
- 《공주의 부활》 (KBS2)
- 《겨울여자》 (MBC)
- 《위성의 비밀》 (KBS1)
- 《로마 제국의 멸망》 (KBS2)
- 《후크산장》 (MBC)
- 《미키루크의 추적자》 (MBC)
- 《연산일기》 (MBC)
- 《화성의 로빈슨 크루스》 (KBS2)
- 《헐크 호건》 (SBS)
- 《리벤지》 (SBS)
- 《해커대전쟁》 (KBS1)
- 《록키》 (MBC)
- 《로맨스파파》 (KBS2)
- 《패왕별희》 (KBS2)
- 《사천대왕》 (SBS)
- 《라스트액션 히어로》 (SBS)
- 《나는 외계인》 (KBS1)
- 《떠 오르는 태양》 (MBC)
- 《서편제》 (KBS2)
- 《소년 황비홍》 (SBS)

- 《사랑과 영혼》 (KBS1)
- 《그대 안의 블루》 (MBC)
- 《패신저》 (MBC)
- 《이연걸의 소림사》 (SBS)
- 《영구 람보》 (SBS)
- 《나는 소망한다 내게 금지된 것을》 (SBS)
- 《투캅스》 (KBS1)
- 《컬러 오브 나이트》 (KBS1)
- 《서포패왕》 (MBC)
- 《마누라죽이기》 (MBC)
- 《황야의 7인》 (MBC)
- 《이연걸의 탈출》 (SBS)
- 《그리움엔 이유가 없다》 (SBS)
- 《결혼이야기》 (KBS1)
- 《동방불패》 (KBS1)
- 《그림 도사와 홍길동》 (MBC)
- 《정글복》 (MBC)
- 《이연걸의 영웅》 (MBC)
- 《커피 카피 코피》 (MBC)
- 《이연걸의 소림사》 (SBS)
- 《용적심》 (SBS)
- 《007 골든핑거》 (KBS1)
- 《80일간의 세계일주》 (KBS1)

- 《연애는 프로 결혼은 아마추어》 (KBS1)
- 《배트맨 포에버》 (KBS1)
- 《리틀웨딩》 (KBS2)
- 《미스터맘마》 (MBC)
- 《중국룡》 (MBC)
- 《로보캅 3》 (MBC)
- 《마누라죽이기》 (MBC)
- 《강시소자 2》 (SBS)
- 《소년 황비홍》 (SBS)
- 《토탈 리콜》 (SBS)
- 《결혼이야기》 (SBS)
- 《시스터 액트 2》 (KBS1)
- 《신조협려》 (KBS1)
- 《이연걸의 황비홍》 (KBS2)
- 《중국룡 2》 (MBC)
- 《모험왕》 (MBC)
- 《씨받이》 (MBC)
- 《장군의 아들 2》 (SBS)
- 《취권》 (SBS)
- 《레드 히트》 (SBS)
- 《그 여자 그 남자》 (SBS)
- 《마이티 덕》 (KBS1)
- 《가위손》 (KBS1)
- 《스피드》 (KBS2)
- 《돈을 갖고 튀어라》 (MBC)
- 《동방불패》 (MBC)

- 《미드 나이트 런》 (KBS1)
- 《리셀 웨폰》 (SBS)
- 《동방불패 2》 (KBS2)
- 《주윤발의 화기소림》 (MBC)
- 《이소룡의 맹룡과강》 (SBS)
- 《서편제》 (KBS2)
- 《뉴욕 세남자와 아기》 (KBS1)
- 《꼬리치는 남자》 (MBC)
- 《장군의 아들》 (SBS)
- 《에디》 (MBC)
- 《라스트맨 스탠딩》 (SBS)
- 《투캅스》 (KBS2)
- 《가슴달린 남자》 (SBS)
- 《이연걸의 영웅》 (MBC)
- 《이소룡의 당산대형》 (SBS)
- 《쾌찬차》 (KBS2)
- 《속 세남자와 아기비구니》 (KBS1)
- 《심비홍》 (MBC)
- 《어니스트 캠프장 소동》 (KBS2)
- 《라스트 액션 히어로》 (SBS)
- 《투캅스 2》 (KBS2)
- 《흑협》 (SBS)
- 《히트》 (MBC)
- 《천녀유혼 3》 (KBS2)
- 《의적 임꺽정》 (SBS)
- 《이소룡의 사망유희》 (SBS)
- 《미라클》 (KBS2)
- 《박봉곤 가출사건》 (MBC)
- 《삼총사》 (KBS1)
- 《머니 트레인》 (KBS2)
- 《장군의 아들》 (SBS)
- 《로보캅 3》 (MBC)
- 《언더시즈2》 (MBC)
- 《리셀웨폰 3》 (MBC)
- 《닥터봉》 (KBS1)
- 《박대박》 (SBS)

- 《공초 도사와 슈퍼 홍길동 2》 (MBC)
- 《써든 데스》 (MBC)
- 《체인 리액션》 (SBS)
- 《남자이야기》 (SBS)
- 《엑스트라》 (SBS)
- 《저지 드래드》 (SBS)
- 《투캅스 2》 (KBS1)
- 《슬램덩크 어니스트》 (MBC)
- 《새도우 프로그램》 (MBC)
- 《성룡의 사형도수》 (SBS)
- 《조의 아파트》 (SBS)
- 《화려한 사기꾼》 (ITV)
- 《금옥만당》 (ITV)
- 《닥터봉》 (KBS1)
- 《빙고 내사랑》 (KBS2)
- 《트루 라이즈》 (KBS2)
- 《아폴로 13》 (MBC)
- 《총잡이》 (MBC)
- 《주성치의 신정무문》 (SBS)
- 《마스크》 (SBS)
- 《제5원소》 (SBS)
- 《보디가드》 (SBS)
- 《천재소년 데이트》 (ITV)
- 《대삼원》 (ITV)
- 《은행나무침대》 (KBS1)
- 《쥬라기 공원》 (KBS2)
- 《더록》 (KBS2)
- 《도망자》 (MBC)
- 《꼬마유령 캐스퍼》 (MBC)
- 《비트》 (MBC)
- 《부귀열차》 (SBS)
- 《탈출》 (SBS)
- 《탑독》 (ITV)
- 《천여지》 (ITV)

### 2000년대
| 방송 일자 | 작품명                                 | 방송 시간    | 비고 |
| --------- | -------------------------------------- | ------------ | ---- |
| 2월 4일   | 폴리스 아카데미 4 - 시민 순찰대        | 밤 10시 40분 |      |
| 2월 5일   | 폴리스 아카데미 5 - 마이애미 비치 임무 | 밤 10시 40분 |      |
| 2월 6일   | 신장개업                               | 밤 10시 40분 |      |

| 방송 일자 | 작품명        | 방송 시간      | 비고 |
| --------- | ------------- | -------------- | ---- |
| 2월 3일   | 편지          | 밤 10시 55분   |      |
| 2월 4일   | 자동차 대소동 | 오전 11시 35분 |      |
| 2월 4일   | 약속          | 밤 10시 55분   |      |
| 2월 5일   | 드래곤하트    | 오전 11시 55분 |      |
| 2월 5일   | 머니 트레인   | 밤 8시 50분    |      |
| 2월 6일   | 콘 에어       | 밤 8시 50분    |      |

| 방송 일자 | 작품명           | 방송 시간     | 비고 |
| --------- | ---------------- | ------------- | ---- |
| 2월 3일   | 프리잭           | 오후 4시 30분 |      |
| 2월 3일   | 투캅스 3         | 밤 10시 55분  |      |
| 2월 4일   | 파이널 카운트    | 밤 12시 50분  |      |
| 2월 4일   | 총알 탄 사나이 2 | 오후 1시 40분 |      |
| 2월 4일   | 패트리어트 게임  | 밤 9시 40분   |      |
| 2월 5일   | 아메리칸 드래건  | 새벽 1시      |      |
| 2월 5일   | 총알 탄 사나이 3 | 오후 1시 30분 |      |
| 2월 5일   | 긴급명령         | 밤 9시 40분   |      |
| 2월 6일   | 꽃을 든 남자     | 밤 12시 20분  |      |
| 2월 6일   | 폴리             | 낮 12시 10분  |      |
| 2월 6일   | 미션 임파서블    | 밤 9시 40분   |      |
| 2월 6일   | 올가미           | 밤 11시 45분  |      |

| 방송 일자 | 작품명           | 방송 시간     | 비고 |
| --------- | ---------------- | ------------- | ---- |
| 2월 3일   | 돈을 갖고 튀어라 | 밤 12시 30분  |      |
| 2월 4일   | 투캅스 2         | 오후 1시 40분 |      |
| 2월 4일   | 이연걸의 히트맨  | 밤 11시 20분  |      |
| 2월 5일   | 랜섬             | 밤 11시       |      |
| 2월 6일   | 람보 2           | 밤 11시 50분  |      |

- 《스페이스 잼》 (SBS)
- 《아빠수업》 (KBS2)
- 《신혼여행》 (SBS)
- 《인연》 (KBS2)
- 《비버리 힐스 캅 3》 (MBC)
- 《백지수표》 (KBS2)
- 《인정사정 볼 것 없다》 (KBS2)
- 《백 투 더 퓨처》 (SBS)
- 《간첩 리철진》 (KBS2)
- 《러시아워》 (MBC)
- 《해리가 샐리를 만났을 때》 (EBS)
- 《리썰 웨폰 4》 (SBS)
- 《조이》 (MBC)
- 《해피 엔드》 (SBS)
- 《개미》 (MBC)
- 《파리 텍사스》 (EBS)
- 《쉬리》 (KBS2)
- 《영웅본색 2》 (SBS)
- 《백 투 더 퓨처 2》 (SBS)
- 《뷰 투어 킬》 (MBC)
- 《타이타닉》 (KBS2)
- 《007 네버 다이》 (MBC)
- 《테스》 (EBS)
- 《주유소 습격사건》 (SBS)
- 《베리 배드 씽》 (SBS)
- 《미스터 빈》 (MBC)
- 《잠망경을 올려라》 (KBS2)
- 《시크리트 웨폰》 (MBC)
- 《용형호제》 (KBS1)
- 《쫄병 수첩》 (KBS2)
- 《폴리스 스토리 4: 간단임무》 (SBS)
- 《용형호제 2》 (KBS1)
- 《카오스 팩터》 (MBC)

- 《엔트랩먼트》 (MBC)
- 《이연걸의 히트맨》 (SBS)
- 《폐기수 결혼하다》 (EBS)
- 《주유소 습격사건》 (SBS)
- 《단적비연수》 (KBS2)
- 《라이언 일병 구하기》 (MBC)
- 《미술관 옆 동물원》 (KBS1)
- 《007 골든 아이》 (MBC)
- 《로맨스빠빠》 (EBS)
- 《뮤리엘의 웨딩》 (EBS)
- 《쌍룡회》 (KBS2)
- 《007 언리미티드》 (MBC)
- 《에일리언 2》 (KBS2)
- 《생과부 위자료 청구소송》 (SBS)
- 《티벳에서의 7년》 (EBS)
- 《빅 베어》 (KBS1)
- 《경찰서를 털어라》 (KBS2)
- 《리플리컨트》 (SBS)
- 《아메리칸 드래곤》 (MBC)
- 《제리 맥과이어》(KBS2)
- 《회전목마》 (EBS)
- 《프리미니》 (KBS1)
- 《불가사리》 (MBC)
- 《마우스 헌트》 (MBC)
- 《성룡의 빅타임》 (KBS2)
- 《비천무》 (SBS)
- 《딜리버리》 (KBS2)
- 《블랙잭》 (MBC)
- 《미워도 다시 한 번》 (SBS)
- 《패트리어트 게임》 (MBC)
- 《투캅스》 (SBS)
- 《화이트 발렌타인》 (KBS1)
- 《와일드 와일드 웨스트》 (SBS)
- 《인연》 (KBS1)
- 《스파이 하드》 (KBS2)
- 《미워도 다시한번 2》 (SBS)
- 《친니친니》 (MBC)
- 《긴급 명령》 (MBC)
- 《투캅스 2》 (SBS)
- 《프로텍터》 (KBS2)
- 《매트릭스》 (SBS)
- 《타이타닉》 (KBS2)
- 《조용한 가족》 (MBC)
- 《편지》 (MBC)

- 《산부인과》 (SBS)
- 《안개기둥》 (MBC)
- 《와이키키 브라더스》 (KBS1)
- 《엑스트라》 (MBC)
- 《러시아워》 (SBS)
- 《달마야 놀자》 (SBS)
- 《패트리어트: 늪 속의 여우》 (MBC)
- 《와호장룡》 (MBC)
- 《두사부일체》 (KBS2)
- 《투캅스 3》 (SBS)
- 《게임》 (KBS1)
- 《형사 가제트》 (KBS2)
- 《타이타닉》 (KBS1)
- 《미션 임파서블》 (SBS)
- 《캐스트 어웨이》 (KBS1)
- 《조폭마누라》 (SBS)
- 《리플레이스먼트 킬러》 (MBC)
- 《쉬리》 (KBS1)
- 《다이하드 3》 (KBS2)
- 《007 네버 다이》 (MBC)
- 《던전 드래곤》 (KBS2)
- 《취권 2》 (SBS)
- 《서편제》 (KBS1)
- 《꼬마돼지 베이브》 (KBS2)
- 《밴디트》 (MBC)
- 《시골의 어느 하루》 (EBS)
- 《러시아워 2》 (SBS)
- 《신장 개업》 (KBS1)
- 《투캅스 3》 (SBS)
- 《아프리카》 (KBS2)
- 《암행어사 박문수》 (EBS)
- 《자귀모》 (KBS2)
- 《레테의 연가》 (MBC)

- 《친구》 (SBS)
- 《무사》 (KBS2)
- 《가문의 영광》 (KBS2)
- 《라이언 일병 구하기》 (MBC)
- 《투캅스》 (SBS)
- 《연애소설》 (MBC)
- 《캐치 미 이프 유 캔》 (SBS)
- 《스타워즈 에피소드 1: 보이지 않는 위험》 (MBC)
- 《윈스 어폰 어 타임 인 아메리카》 (MBC)
- 《동갑내기 과외하기》 (SBS)
- 《클래식》 (MBC)
- 《툼 레이더》 (KBS2)
- 《반지의 제왕》 (KBS2)
- 《광복절 특사》 (SBS)
- 《장화홍련》 (MBC)
- 《파코와 니노》 (KBS1)
- 《미이라 1~2》 (KBS2)
- 《리틀 빅 히어로》 (EBS)
- 《마우스 헌트》 (SBS)
- 《엑시트 운즈》 (SBS)
- 《헨리와 프레디의 마지막 비상구》 (KBS2)
- 《마스크》 (SBS)
- 《신투차세대》 (KBS1)
- 《벨파고》 (KBS2)
- 《투캅스 2》 (SBS)
- 《처녀들의 저녁식사》 (MBC)
- 《당신에게 일어날수 있는 일》 (EBS)
- 《나홀로 집에 3》 (SBS)
- 《남편이 어러졌어요》 (KBS1)
- 《엑스맨》 (SBS)
- 《스틸》 (MBC)
- 《치킨 런》 (KBS1)
- 《2424》 (MBC)
- 《리플리건트》 (SBS)
- 《페이퍼 문》 (EBS)
- 《턱시도》 (SBS)
- 《품행제로》 (MBC)
- 《YMCA 야구단》 (KBS2)
- 《페이백》 (SBS)
- 《아메리칸 뷰티》 (KBS)
- 《클리프 행어》 (MBC)

- 《실미도 (TV 최초 선공개)》[1] (MBC)
- 《미녀 훔치기》 (EBS)
- 《본 콜렉터》 (MBC)
- 《봄 여름 가을 겨울 그리고 봄》 (KBS2)
- 《비상근무》 (KBS1)
- 《성룡의 CIA》 (SBS)
- 《위대한 유산》 (SBS)
- 《발리우드 할리우드》 (KBS1)
- 《윌로우》 (MBC)
- 《어린 신부》 (MBC)
- 《효자동 이발사》 (KBS2)
- 《해리포터와 비밀의 방》 (SBS)
- 《말죽거리 잔혹사》 (SBS)
- 《인어공주》 (KBS2)
- 《낭만자객》 (SBS)
- 《칠판》 (KBS1)
- 《황산벌》 (SBS)
- 《지옥의 목시록: 리덕스》 (KBS2)
- 《굿바이 레닌》 (KBS2)
- 《8미리》 (MBC)
- 《풍네프의 연인들》 (SBS)
- 《백만장자 브루스터》 (EBS)
- 《더 원》 (KBS2)
- 《화성인 마틴》 (KBS2)
- 《마이티 조 영》 (KBS1)
- 《동갑내기 과외하기》 (SBS)
- 《미이라》 (MBC)
- 《맨 인 블랙 2》 (KBS2)
- 《터미네이터 3: 라이즈 오브 더 머신》 (SBS)
- 《사랑은 방울방울》 (KBS1)
- 《블레이드 2》 (MBC)
- 《갈갈이 패밀리와 드라큐라》 (KBS2)
- 《미스 에이전트》 (SBS)
- 《스콜피온 킹》 (MBC)
- 《올드 보이》 (MBC)
- 《블랙 호크 다운》 (KBS2)
- 《품행제로》 (MBC)
- 《스파이 키드 2: 잃어버린 꿈들의 섬》 (SBS)
- 《미션 임파서블 2》 (MBC)
- 《내 사랑 싸가지》 (MBC)
- 《영어완전정복》 (KBS2)
- 《춤추는 대수사선》 (KBS1)
- 《첫사랑 사수 궐기대회》 (MBC)
- 《발렌타인 데이》 (SBS)

- 《킬러들의 수다》 (KBS1)
- 《여고생 시집가기》 (KBS2)
- 《매트릭스 3》 (SBS)
- 《낭만자객》 (SBS)
- 《어린 신부》 (MBC)
- 《인디안 썸머》 (KBS1)
- 《스파이더맨》 (KBS2)
- 《역전의 명수》 (KBS2)
- 《파송송 계란탁》 (KBS2)
- 《귀신이 산다》 (SBS)
- 《범죄의 재구성》 (SBS)
- 《공공의 적 2》 (MBC)
- 《일단뛰어》 (MBC)
- 《좀날은 간다》 (KBS1)
- 《역도산》 (KBS2)
- 《우리 형》 (KBS2)
- 《간 큰 가족》 (SBS)
- 《여선생 VS 여제자》 (SBS)
- 《그녀를 믿지 마세요》 (MBC)
- 《댄서의 순정 (TV 최초 선공개)》 (MBC)
- 《스튜어트 리틀 2》 (KBS2)
- 《B형 남자친구》 (KBS2)
- 《달콤한 인생》 (KBS2)
- 《맨 인 블랙 2》 (KBS2)
- 《그 놈은 멋있었다》 (SBS)
- 《잠복근무》 (SBS)
- 《아라한 장풍 대작전》 (MBC)
- 《주먹이 운다》 (MBC)
- 《엘도라도》 (KBS2)
- 《선생 김봉두》 (SBS)

- 《연어의 목적》 (KBS2)
- 《야연》 (SBS)
- 《홀리데이》 (KBS2)
- 《투모로우》 (MBC)
- 《세번째 시선》 (KBS1)
- 《스타워즈 에피소드 1: 보이지 않는 위험》 (KBS2)
- 《가문의 위기》 (SBS)
- 《이대로 죽을 순 없다》 (MBC)
- 《왕의 남자》 (SBS)
- 《한반도》 (KBS2)
- 《사생결단》 (MBC)
- 《썬데이 서울》 (SBS)
- 《국경의 남쪽》 (KBS2)
- 《상하이 나이츠》 (MBC)
- 《시간》 (KBS1)
- 《맨발의 기봉이》 (SBS)
- 《박수칠 때 떠나라》 (KBS2)
- 《달콤, 살벌한 연인》 (MBC)
- 《방과후 옥상》 (SBS)
- 《나의 결혼 원정기》 (KBS2)
- 《스타워즈 에피소드 2: 클론의 습격》 (KBS2)
- 《광식이 동생 광태》 (MBC)
- 《깃》 (KBS1)
- 《직업의 정석》 (SBS)
- 《청춘만화》 (KBS2)
- 《쿵푸허슬》 (KBS2)

- 《이장과 군수》 (SBS)
- 《거북이는 의외로 빨리 헤엄친다》 (KBS1)
- 《캐리비안의 해적: 망자의 함》 (MBC)
- 《비만가족&목욕》 (KBS2)
- 《동갑내기 과외하기 2》 (KBS2)
- 《가문의 부활》 (MBC)
- 《황후화》 (MBC)
- 《페인티드 베일》 (EBS)
- 《오프 사이드》 (KBS1)
- 《괜찮아 울지마》 (KBS1)
- 《가족의 탄생》 (KBS2)
- 《DOA 미녀파이터》 (MBC)
- 《본 아이덴티티》 (MBC)
- 《인어공주》 (EBS)
- 《달려라 조니》 (KBS1)
- 《디이 평양》 (KBS1)
- 《괴물》 (KBS2)
- 《우아한 세계》 (KBS2)
- 《상사부일체》 (MBC)
- 《댓 씽 유 두!》 (EBS)
- 《극락도 살인사건》 (KBS2)
- 《본 슈프리머시》 (MBC)
- 《마강호텔》 (MBC)
- 《오다기리 죠의 도쿄 타워》 (EBS)
- 《올리버 트위스트》 (KBS1)
- 《음란서생》 (KBS2)
- 《돈텔파파》 (KBS2)
- 《조폭 마누라 3》 (MBC)
- 《못말라는 결혼》 (KBS2)
- 《직업의 정석》 (SBS)
- 《배트맨 비긴즈》 (SBS)
- 《복면달호》 (SBS)
- 《미녀는 괴로워》 (SBS)
- 《야연》 (SBS)
- 《우주전쟁》 (SBS)
- 《해리포터와 불의 잔》 (SBS)
- 《미녀 삼총사: 맥시멈 스피드》 (SBS)
- 《마파도 2》 (SBS)
- 《매트릭스 3: 레볼루션》 (SBS)
- 《아일랜드》 (SBS)
- 《페이첵》 (SBS)

- 《럭키 넘버 슬레븐》 (KBS1)
- 《야수》 (MBC)
- 《달은 어디에 떠 있는가》 (KBS1)
- 《우주전쟁》 (SBS)
- 《석양의 무법자》 (EBS)
- 《피터팬의 공식》 (KBS1)
- 《우아한 세계》 (KBS2)
- 《본 슈프리머시》 (MBC)
- 《우리 생애 최고의 순간》 (SBS)
- 《신데렐라 맨》 (EBS)
- 《지금은 사랑하는 사람과 살고 있습니까?》 (KBS2)
- 《동갑내기 과외하기 2》 (KBS2)
- 《조폭마누라 3》 (MBC)
- 《달은 어디에 떠 있는가》 (KBS1)
- 《그놈 목소리》 (SBS)
- 《마다가스카》 (KBS2)
- 《못말리는 결혼》 (KBS2)
- 《무방비 도시》 (MBC)
- 《복면달호》 (SBS)
- 《식객》 (SBS)
- 《아일랜드》 (SBS)
- 《원스 어폰 어 타임》 (KBS2)
- 《바르게 살자》 (SBS)
- 《늑대의 유혹》 (SBS)
- 《미워도 다시 한번》 (KBS1)
- 《본 얼터메이텀》 (MBC)
- 《마파도 2》 (SBS)
- 《내 생애 최악의 남자》 (SBS)

### 2010년대
- 《맘마미아》 (KBS2)
- 《밀양》 (KBS1)
- 《타짜》 (KBS2)
- 《러시아워 3》 (SBS)
- 《적벽대전2 최후의 결전》 (MBC)
- 《과속스캔들》 (KBS2)
- 《해리포터와 아즈카반의 죄수》 (SBS)
- 《우아한 세계》 (KBS1)
- 《7급 공무원》 (MBC)
- 《슬럼독 밀리어네어》 (KBS2)
- 《사생결단》 (MBC)
- 《BB프로젝트》 (SBS)
- 《국가대표》 (SBS)
- 《북극의 눈물》 (MBC)
- 《못말리는 결혼》 (KBS1)
- 《사선에서》 (EBS)
- 《하이스쿨 뮤지컬》 (EBS)
- 《지붕위의 바이올린》 (EBS)
- 《하이스쿨 뮤지컬 2》 (SBS)
- 《사랑이 머무는 곳에》 (EBS)
- 《황금연못》 (EBS)

- 《마음이 2》 (KBS2)
- 《시라노: 연애조작단》 (KBS2)
- 《해운대》 (SBS)
- 《꼬마 돼지 베이브》 (EBS)
- 《이너레인져》 (EBS)
- 《하모니》 (KBS2)
- 《의형제》 (KBS1)
- 《육혈포강도단》 (MBC)
- 《마더》 (SBS)
- 《몬스터주식회사》 (EBS)
- 《아리한 장풍대작전》 (EBS)
- 《책상 서랍속의 동화》 (EBS)
- 《울지마 톤즈》 (KBS1)
- 《굿모닝 프레지던트》 (KBS2)
- 《유령작가》 (KBS1)
- 《킹콩을 들다》 (MBC)
- 《7급공무원》 (MBC)
- 《전우치》 (SBS)
- 《벅스라이프》 (EBS)
- 《부시맨》 (EBS)
- 《라디오스타》 (EBS)
- 《트랜스포머: 패자의 역습》 (KBS2)
- 《시》 (KBS1)
- 《내사랑 내곁에》 (SBS)
- 《웨스트 사이드 스토리》 (EBS)

- 《나의 형제 자매》 (EBS)
- 《킹스 스피치》 (KBS1)
- 《위험한 상견례》 (KBS2)
- 《부당거래》 (SBS)
- 《그랑블루》 (EBS)
- 《전망 좋은 방》 (EBS)
- 《조선명탐정 각시투구꽃의 비밀》 (KBS2)
- 《체크왕》 (KBS2)
- 《연산군》 (EBS)
- 《거북이 달린다》 (MBC)
- 《콰이강의 다리》 (KBS1)
- 《왕과나》 (KBS1)
- 《그대는 사랑합니다》 (KBS1)
- 《체포왕》 (KBS2)
- 《아이언 맨 2》 (KBS2)
- 《헬로우 고스트》 (KBS2)
- 《글러브》 (SBS)
- 《전우치》 (SBS)
- 《좋은 놈 나쁜 놈 이상한 놈》 (SBS)

- 《댄싱퀸》 (KBS2)
- 《후아초》 (EBS)
- 《언터쳐블 1%의 우정》 (KBS1)
- 《새 얼간이》 (MBC)
- 《라디오스타》 (EBS)
- 《평양성》 (SBS)
- 《법정스님의 의자》 (KBS1)
- 《집으로 가는 길》 (EBS)
- 《바람과 함께 사라지다》 (KBS2)
- 《춘향뎐》 (EBS)
- 《건축학개론》 (SBS)
- 《제리 맥과이어》 (KBS1)
- 《뉴문》 (MBC)
- 《내 아내의 모든 것》 (MBC)

- 《반창꼬》 (KBS2)
- 《내 아내의 모든 것》 (MBC)
- 《마스크》 (EBS)
- 《은밀하게 위대하게》 (SBS)
- 《베를린》 (MBC)
- 《정무문》 (KBS1)
- 《연가시》 (KBS2)
- 《포화속으로》 (JTBC)
- 《웰컴투 동막골》 (JTBC)
- 《연가시》 (KBS2)
- 《강철대오 : 구국의 철가방》 (SBS)
- 《광해, 왕이 된 남자》 (KBS2)
- 《스타워즈》 (EBS)
- 《7번방의 선물》[2] (KBS2)
- 《바람과 함께 사라지다》 (KBS2)
- 《굿모닝 프레지던트》 (JTBC)
- 《어벤져스》 (KBS2)
- 《스타탄생》 (EBS)
- 《도둑들》 (SBS)

- 《열대종사》 (KBS1)
- 《은밀하게 위대하게》 (SBS)
- 《하늘에서 음식이 내린다면》 (EBS)
- 《댄싱퀸》 (KBS2)
- 《끝까지 간다》 (KBS2)
- 《광해, 왕이 된 남자》 (EBS)
- 《와츠다》 (KBS1)
- 《감기》 (MBC)
- 《박수건달》 (SBS)
- 《피터팬》 (EBS)
- 《플랜맨》 (KBS2)
- 《아이언 맨 3》 (KBS2)
- 《피막》 (KBS1)
- 《메밀꽃, 운수좋은 날》 (EBS)
- 《더 테러 라이브》 (KBS2)
- 《역린》 (KBS2)
- 《글래디에이터》 (EBS)
- 《5일의 마종》 (KBS1)
- 《수상한 그녀》 (SBS)
- 《킹스 스피치》 (EBS)
- 《분노의 질주: 더 오리지널》 (KBS1)
- 《행복을 찾아서》 (EBS)
- 《굿모닝 프레지던트》 (EBS)

- 《해적: 바다로 간 산적》 (SBS)
- 《내 심장을 쏴라》 (KBS2)
- 《명량》 (KBS2)
- 《와호장룡》 (EBS1)
- 《프레스트 검프》 (EBS1)
- 《두근두근 내인생》 (EBS1)
- 《표적》 (KBS2)
- 《캡틴 아메리카:윈터 솔져》 (MBC)
- 《님아, 그 강을 건너지 마오》 (SBS)
- 《미쓰 와이프》 (SBS)
- 《스물》 (KBS2)
- 《니모를 찾아서》 (EBS1)
- 《위플래시》 (EBS1)
- 《장수상회》 (SBS)
- 《인크레더블》 (EBS1)
- 《우리는 형제입니다》 (EBS1)

- 《달빛궁궐》 (MBC)
- 《님아, 그 강을 건너지 마오》 (SBS)
- 《히말라야》 (tvN)
- 《좋아해줘》 (tvN)
- 《터미네이터 제니시스》 (KBS2)
- 《고지전》 (EBS1)
- 《쿵푸 팬더》 (EBS1)
- 《검사외전》 (SBS)
- 《검은 사제들》 (tvN)
- 《우주전쟁》 (EBS1)
- 《특별수사: 사형수의 편지》 (KBS2)
- 《쿵푸 팬더 2》 (EBS1)
- 《사운드 오브 뮤직》 (EBS1)
- 《스플릿》 (JTBC)
- 《아홉살 인생》 (EBS1)
- 《싱 스트리트》 (KBS1)
- 《용의자》 (SBS)
- 《나의 그리스식 웨딩 2》 (KBS1)
- 《미션 임파서블: 로그네이션》 (KBS2)
- 《기술자들》 (SBS)

- 《오발탄》 (TV조선)
- 《몬스터 주식회사 3D》 (EBS1)
- 《럭키》 (KBS2)
- 《임금님의 사건수첩》 (tvN)
- 《더킹》 (JTBC)
- 《특별시민》 (KBS2)
- 《싱글라이더》 (JTBC)
- 《열정 같은 소리하고 있네》 (SBS)
- 《아빠는 딸》 (tvN)
- 《보안관》 (SBS)
- 《빠삐용》 (EBS1)
- 《마당을 나온 암탉》 (EBS1)
- 《코리아》 (TV조선)
- 《공조》 (tvN)
- 《라이언》 (EBS1)
- 《굿 다이노》 (EBS1)
- 《앤트맨》 (EBS1)
- 《더 테러 라이브》 (EBS1)

| 방송 일자 | 작품명                 | 방송 시간      | 방송사 | 시청 등급 | 시청률 | 비고                      |
| --------- | ---------------------- | -------------- | ------ | --------- | ------ | ------------------------- |
| 1월 29일  | 기술자들               | 오후 8시 55분  | KBS2   |           | -      |                           |
| 2월 1일   | 나부야 나부야          | 밤 12시 45분   | KBS1   |           | -      |                           |
| 2월 1일   | 내부자들 - 더 오리지널 | 오후 11시 15분 | KBS2   |           | -      |                           |
| 2월 1일   | 보안관                 | 오후 11시 20분 | SBS    |           | -      |                           |
| 2월 2일   | 궁합                   | 오후 11시 5분  | SBS    |           | 5.6%   |                           |
| 2월 3일   | 군함도                 | 오후 11시 5분  | MBC    |           | -      | 2018년 추석특선으로 방영  |
| 2월 3일   | 청년경찰               | 오후 11시 5분  | SBS    |           | 5.2%   | 2018년 추석특선으로 방영  |
| 2월 4일   | 아이캔 스피크          | 오후 5시 50분  | SBS    |           | 4%     | 2018년 추석특선으로 방영  |
| 2월 4일   | 캡틴 아메리카: 시빌 워 | 오후 8시 40분  | KBS2   |           | -      |                           |
| 2월 4일   | 리틀 포레스트          | 오후 11시 10분 | SBS    |           | -      | 2018년 추석특선으로 방영  |
| 2월 5일   | 주토피아               | 오후 8시 10분  | KBS2   |           | -      |                           |
| 2월 5일   | 신과함께: 죄와 벌      | 오후 8시 45분  | SBS    |           | -      | 2018년 추석 특선으로 방영 |
| 2월 5일   | 고산자, 대동여지도     | 오후 10시 35분 | KBS1   |           | -      |                           |
| 2월 6일   | 비밥바룰라             | 오전 8시 30분  | MBC    |           |        |                           |
| 2월 6일   | 덕구                   | 오전 9시       | KBS2   |           |        |                           |
| 2월 6일   | 굿바이 싱글            | 오전 10시 35분 | SBS    |           |        |                           |
| 2월 6일   | 1987                   | 오후 8시 40분  | MBC    |           | 8.5%   |                           |
| 2월 6일   | 너의 결혼식            | 오후 8시 45분  | SBS    |           |        |                           |

| 방송 일자 | 작품명           | 방송 시간      | 방송사 | 시청 등급 | 비고 |
| --------- | ---------------- | -------------- | ------ | --------- | ---- |
| 2월 2일   | 쉰들러 리스트    | 오후 10시 55분 | EBS1   |           |      |
| 2월 3일   | 마스크 오브 조로 | 낮 12시 10분   | EBS1   |           |      |
| 2월 3일   | 7번방의 선물     | 오후 10시 55분 | EBS1   |           |      |
| 2월 4일   | 아이스에이지     | 오후 5시 30분  | EBS1   |           |      |
| 2월 4일   | 끝까지 간다      | 오후 10시 45분 | EBS1   |           |      |
| 2월 5일   | 아이스에이지 2   | 오후 5시 30분  | EBS1   |           |      |
| 2월 5일   | 명량             | 오후 10시 45분 | EBS1   |           |      |
| 2월 6일   | 겨울왕국         | 낮 12시 10분   | EBS1   |           |      |

| 방송 일자 | 작품명                  | 방송 시간      | 방송사   | 시청 등급 | 시청률 | 비고                    |
| --------- | ----------------------- | -------------- | -------- | --------- | ------ | ----------------------- |
| 2월 1일   | 가려진 시간             | 오후 2시 50분  | 슈퍼액션 |           | -      | TV 최초 공개            |
| 2월 1일   | 해피버스데이            | 오후 10시      | OCN      |           | -      | TV 최초 공개            |
| 2월 1일   | 골든 슬럼버             | 오후 11시      | tvN      |           | -      | TV 최초 공개            |
| 2월 2일   | 소공녀                  | 오전 10시 50분 | 채널CGV  |           | -      | TV 최초 공개            |
| 2월 2일   | 채피                    | 오후 1시 20분  | 채널A    |           | -      |                         |
| 2월 2일   | 로건                    | 오후 10시      | OCN      |           | 1.6%   | TV 최초 공개            |
| 2월 3일   | 히든피겨스              | 오전 9시 10분  | OCN      |           | -      | TV 최초 공개            |
| 2월 3일   | 토탈 리콜               | 오후 1시 20분  | 채널A    |           | -      |                         |
| 2월 3일   | 맨 온 렛지              | 오후 1시 30분  | MBN      |           | -      |                         |
| 2월 3일   | 형                      | 오후 7시 50분  | 슈퍼액션 |           | -      | TV 최초 공개            |
| 2월 3일   | 트랜스포머: 사라진 시대 | 오후 10시      | 슈퍼액션 |           | -      | TV 최초 공개            |
| 2월 3일   | 꾼                      | 오후 10시 20분 | JTBC     |           | 2.8%   | JTBC 연말 특선으로 방영 |
| 2월 3일   | 그것만이 내 세상        | 오후 10시 40분 | tvN      |           | 3.9%   | TV 최초 공개            |
| 2월 4일   | 다시 태어나도 우리      | 오전 9시       | 채널A    |           | -      |                         |
| 2월 4일   | 뷰티 인사이드           | 오후 1시 20분  | 채널A    |           | -      |                         |
| 2월 4일   | 메카닉: 리크루트        | 오후 1시 30분  | MBN      |           | -      |                         |
| 2월 5일   | 먹고 기도하고 사랑하라  | 오후 1시 20분  | 채널A    |           | -      |                         |
| 2월 5일   | 명당                    | 오후 8시 50분  | JTBC     |           | 6.3%   | TV 최초 공개            |
| 2월 5일   | 원더풀 고스트           | 오후 11시      | MBN      |           | 2.7    | TV 최초 공개            |
| 2월 5일   | 탐정: 리턴즈            | 오후 11시      | tvN      |           | 3.4%   | TV 최초 공개            |
| 2월 6일   | 잭리처                  | 오전 1시       | 슈퍼액션 |           | -      | TV 최초 공개            |
| 2월 6일   | 머니볼                  | 오후 1시 20분  | 채널A    |           | -      |                         |
| 2월 6일   | 곤지암                  | 오후 8시 50분  | JTBC     |           | 2.4%   | TV 최초 공개            |

### 2020년대

#### 2020년
| 방송 일자 | 작품명 (타이틀)   | 시청 등급 | 방송 채널     | 방송 시간      | 비고 |
| --------- | ----------------- | --------- | ------------- | -------------- | --- |
| 1/24      | 사바하            |           | tvN           | 오후 9시       | |
| 1/25      | 악인전            |           | SBS TV        | 오후 10시 10분 | 코로나19 확산 문제에 기인하여, SBS 금토드라마 방송 시간 동안 편성 공백을 메우기 위해, 2020년 8월 14일에 방송된 바 있다. |
| 1/26      | 극한직업          |           | tvN           | 밤 9시         | |
| 1/27      | 신과함께: 인과 연 | SBS TV    | 오후 5시 25분 |                | |
| 1/27      | 걸캅스            | MBC TV    | 밤 10시 30분  |                | |

#### 2021년
| 방송 일자 | 작품명 (타이틀)       | 시청 등급     | 방송 채널      | 방송 시간                                                                                             | 비고                                                                                                 |
| --------- | --------------------- | ------------- | -------------- | --- | --- |
| 2/10      | 오! 문희              |               | KBS 2TV        | 오후 9시 30분                                                                                         | 수목드라마 '안녕? 나야!'가 본방송 시점이 2월 17일로 확정됨에 따라, 편성 공백을 메우기 위해서 편성됨. |
| 2/11      | 공조                  | 오후 8시 30분 | KBS 2TV        | | |
| 2/11      | 살아있다              | SBS TV        | 오후 10시 10분 | | |
| 2/12      | 미스터 주: 사라진 VIP |               | KBS 2TV        | 오전 10시 35분                                                                                        | |
| 2/12      | 광대들: 풍문조작단    |               | KBS 2TV        | 오후 8시 20분                                                                                         | |
| 2/12      | 히트맨                | SBS TV        | 오후 10시 15분 | 금토드라마 '펜트하우스 2'가 본방송 시점이 2월 19일로 확정됨에 따라, 편성 공백을 메우기 위해서 편성됨. | |
| 2/13      | 보헤미안 랩소디       | SBS TV        | 오후 8시 40분  | 금토드라마 '펜트하우스 2'가 본방송 시점이 2월 19일로 확정됨에 따라, 편성 공백을 메우기 위해서 편성됨. | |
| 2/14      | 큰엄마의 미친봉고     | SBS TV        |                | 오전 10시 50분                                                                                        | |

#### 2022년
1/29(토)
- 13:50 OCN 닥터두리틀
- 18:10 SCREEN 라이더스오브저스티스
- 18:30 OCN 자산어보
- 21:00 OCN Thrills 성난황소
- 24:10 tvN 새해전야
- 24:55 SCREEN 존윅3:파라벨룸

1/30(일)
- 21:00 OCN Movies 베테랑
- 21:00 OCN 기적
- 22:10 SCREEN 마크맨
- 23:05 SBS 미션 파서블
- 23:00 OCN Thrills 범죄와의전쟁

1/31(월)
- 09:50 SBS 사자
- 20:20 SBS 싱크홀
- 21:00 OCN 도굴
- 22:10 cineF 더파더
- 22:20 SCREEN 인피니트
- 23:00 MBN 아이스로드
- 23:20 KBS2 세자매

2/1(화)
- 09:55 KBS2 오!문희
- 16:55 SBS #살아있다
- 18:50 tvN 모가디슈
- 20:30 SCREEN 아이스로드
- 21:40 KBS2 킬러의보디가드2-킬러의와이프
- 23:00 MBC 담보
- 23:10 OCN 극한직업
- 23:35 KBS2 이상존재

2/2(수)
- 10:50 SBS 82년생김지영
- 15:45 cineF 미나리
- 20:00 SCREEN 정직한후보
- 20:00 MBC 삼진그룹영어토익반
- 22:20 SBS 강릉
- 23:00 MBN 캐시트럭
- 24:20 SCREEN 마크맨

### 2023년
1월 20일
- 앵커 (tvN)

1월 24일
- 범죄도시2 (SBS) (TV 최초공개)

## 같이 보기
- 설
- 추석특선영화
- 특선영화